# Kawanishi K-11
Kawanishi K-11 là một loại máy bay tiêm kích hoạt động trên tàu sân bay, được hãng Kawanishi Aircraft Company thiết kế chế tạo nhằm đáp ứng yêu cầu của Hải quân Đế quốc Nhật Bản.

## Tính năng kỹ chiến thuật
Dữ liệu lấy từ Japanese Aircraft 1910–1941
Đặc tính tổng quan
- Kíp lái: 1
- Chiều dài: 7,88 m (25 ft 10 in)
- Sải cánh: 10,80 m (35 ft 5 in)
- Chiều cao: 3,28 m (10 ft 9 in)
- Diện tích cánh: 33,8 m2 (364 foot vuông)
- Trọng lượng rỗng: 1.170 kg (2.579 lb)
- Trọng lượng có tải: 1.750 kg (3.858 lb)
- Động cơ: 1 × BMW VI , 370 kW (500 hp)

Hiệu suất bay
- Vận tốc cực đại: 259 km/h; 161 mph (140 kn)
- Thời gian bay: 3,5 h
- Trần bay: 9.000 m (29.528 ft)
- Thời gian lên độ cao: 3.000 m (9.800 ft) trong 5 phút 30 giây

Vũ khí trang bị

- Súng: 2× súng máy 7,7mm